# Arugisa albomarginata
Arugisa albomarginata är en fjärilsart som beskrevs av Druce 1891. Arugisa albomarginata ingår i släktet Arugisa och familjen nattflyn. Inga underarter finns listade i Catalogue of Life.